# 5095 Escalante
5095 Escalante là một tiểu hành tinh that was được phát hiện ngày 10 tháng 7 năm 1983, bởi E. Bowell ở Đài thiên văn Lowell. It was named in 1993 after Bolivian teacher Jaime Escalante.